# در باکو باد می وزد
در باکو باد می‌وزد (به آذربایجانی Bakıda küləklər əsir) یک فیلم در سبک درام، اکشن و ماجراجویی و محصول کشور اتحاد جماهیر شوروی است. این فیلم در سال ۱۹۷۴ توسط استودیو آذربایجان فیلم تولید شده‌است.